# Олма-Шойская
Олма-Шойская (мар. Руш Олма) — деревня в Куженерском районе Республики Марий Эл. Входит в состав Юледурского сельского поселения.

## География
Находится в северо-восточной части республики Марий Эл на расстоянии приблизительно 22 км на восток от районного центра посёлка Куженер.

## История
Известна с 1859 года, когда деревня состояла из 28 домов, в ней проживали только русские, 225 человек. К 1952 году в деревне осталось только три дома, в 2005 году проживали 2 семьи. В советское время работали колхозы «Красный борец» и имени Урицкого.

## Население
Население составляло 5 человек (русские 100 %) в 2002 году, 1 в 2010.